# Franci Virant
Franci Virant, slovenski fotograf, * 29. julij 1958, Ljubljana, Slovenija.
Od leta 1986 živi in dela v Ljubljani kot samostojni kulturni delavec. Ukvarja se s fotografiranjem v reklamne namene in to dopolnjuje z ustvarjanjem na področju umetniške fotografije, katerega začetki segajo v čas ob koncu 70. let.
Njegov fotografski opus obsega črno-bele fotografije pokrajin in tihožitij iz najzgodnejšega ustvarjalnega obdobja, ženske akte, modno fotografijo ter portrete, ki so prevladujoča tema od leta 1996 dalje. Svoje delo je predstavil javnosti na številnih samostojnih in skupinskih razstavah doma in v tujini ter v skupnih projektih s slovenskimi umetniki. 
Bil je član Fotosekcije Delo, DOS, Fotogrupe ŠOLT. Sodeloval je na mnogih medklubskih razstavah doma in v tujini. Prejel je številne nagrade, med njimi IRWIN, NSK Konzulat, Zenit - Rdeči pilot, Laibach, gledališki plakati za predstave Dogodek v mestu Gogi, Agata Schwarzkobler, ...

## Pomembnejše nagrade
- Grand Prix Cresta, New York, 1999 za koledar Obešalnik, Labod
- prva nagrada Slovenski oglaševalski festival, Portorož,1999
- Zlata paličica, nagrada festivala Golden drum
- nagrada za najboljši koledar revije MM, Ljubljana, 1999
- nagrada za najboljšo fotografijo v oglaševanju, SOF, Portorož, 2000 za koledar Štirje letni časi, Nova Ljubljanska banka
- nagrada za najboljšo fotografijo v oglaševanju, SOF, Portorož, 2000 za oglas Mrtvašnica, Slovenske novice
- nagrada za najboljšo fotografijo v oglaševanju, SOF, Portorož, 2005 za oglas Taxi

## Pomembnejše razstave
- »FRANCI VIRANT«, Galerija kulturnega doma Španski borci, november 1986
- »ONE - modna fotografija in portreti«, Mala galerija Cankarjevega doma, 14. februar - 10. marec 1996
- »PORTRETI«, Fotogalerie Rathaus Graz, 28. oktober - 14. december 2002
- »ŠTIRI - ŽENSKE (2004-2005)«, Mala galerija Cankarjevega doma, 22. december 2004 - 16. januar 2005 - soavtorstvo z One Fiction Factory
- »HAVANA - PARIZ (2004-2005)«, Galerija fotografija, 9. junij - 16. julij 2005
- »POLIGON - C -1980-81 (2011)«, Galerija Mikado, 11. oktober - 21. december 2011
- Samostojne razstave še: Galerija Fenix Ljubljana - Osijek - Gorica, Italija - Nova Gorica - Pilonova galerija Ajdovščina - Galerija ARS ............